# 林大松
林大松（1940年—）是台灣的漫畫家。出生於臺中豐原。

## 人物
- 自小就崇拜武俠中的俠客的他，於1959年開始他在大華出版社的《少年世界》連載「神秘偵探王」，於《漫畫週刊》上發表「義俠黑頭巾」之後又發表「神州天馬俠」、「白衣劍俠」於這兩本刊物上。他的俠義漫畫在當年以異於「諸葛四郎」、「小俠龍捲風」的畫風獨樹一格，看似有日本漫畫家崛江卓、關谷久作品的影子，但他卻巧妙的融入了中國風之裝飾，他以流暢的筆觸，痛快淋漓的揮灑漫畫的可能性。
- 1960年代中期，他為一家出版社畫了兩部轟動一時的社會事件「康定路命案」、「八六海戰」，風格一新。同時也為香港大觀出版社畫作《兒童教育圖故事選集》的「神燈」等多本作品，及「老頑童與八嬸婆」這部幽默漫畫。他的「鐵燕子」也曾轟動一時，而這段期間也又畫了「偷襲珍珠港」和「吹牛男爵歷險記」。
- 現在仍神采飛揚的林大松，從事幼教的教材生意，熱心社區服務，每週為社區孩子、媽媽開班授課，教他們畫漫畫。

## 簡歷
- 19歲來到台北。
- 1959年開始他在大華出版社的《少年世界》連載「神秘偵探王」；漫畫週刊上發表「義俠黑頭巾」

## 作品一覽
- 神秘偵探王
- 義俠黑頭巾
- 神州天馬俠
- 白衣劍俠
- 康定路命案
- 八六海戰
- 神燈
- 老頑童與八嬸婆
- 偷襲珍珠港
- 吹牛男爵歷險記
- 鐵燕子